# Polygaster brasiliensis
Polygaster brasiliensis är en tvåvingeart som beskrevs av Townsend 1917. Polygaster brasiliensis ingår i släktet Polygaster och familjen parasitflugor. Inga underarter finns listade i Catalogue of Life.